# فریدریش کیل
فریدریش کیل (آلمانی: Friedrich Kiel؛ ۸ اکتبر ۱۸۲۱ – ۱۳ سپتامبر ۱۸۸۵) یک آهنگساز، مدرس موسیقی اهل آلمان بود.
محقق و منتقد برجستهٔ موسیقی «ویلهلم آلتمان» می‌گوید علت آنکه آثار برجستهٔ فریدریش کیل به شهرت آنچنانی نرسید، تنها تواضعِ بیش‌ازحدِ او بود و بس. پس از اشاره به آهنگسازانی چون یوهانس برامس و غیره، «ویلهلم آلتمان» ادامه می‌دهد: «برخی آثار او در زمینهٔ موسیقی مجلسی قابل مقایسه با هیچ اثر دیگری نیست.»
فریدریش کیل مدرس موسیقی در «هنرستان موسیقی اشترن» بود و شاگردان فراوانی را تربیت کرد که از آن میان می‌توان به چارلز مارتین لفلر اشاره کرد.